# Jean Boiteux
Jean Auguste Boiteux (ur. 20 czerwca 1933 w Marsylii, zm. 11 kwietnia 2010 w Bordeaux) – francuski pływak. Dwukrotny medalista olimpijski z Helsinek.
Specjalizował się w stylu dowolnym (długie dystanse) i w Helsinkach zwyciężył w wyścigu na 400 metrów oraz był trzeci w sztafecie kraulowej - złoto wywalczył jako pierwszy Francuz w indywidualnych konkurencjach pływackich w historii olimpiad. Był mistrzem Francji na różnych dystansach oraz medalistą mistrzostw Europy. W 1982 został przyjęty do International Swimming Hall of Fame.

## Starty olimpijskie
Helsinki 1952
- 400 m kraulem -  złoto
- 4 × 200 m kraulem -  brąz